# 2024年厄瓜多爾衝突
2024年1月9日，厄瓜多政府與喬內羅斯等多個犯罪組織爆發武裝衝突。
在喬內羅斯首腦何塞·阿道夫·馬西亞斯·維拉馬爾自瓜亞基爾的監獄越獄後，總統丹尼爾·諾波亞宣布全國進入緊急狀態並實施宵禁，犯罪組織則在厄瓜多城市多地進行武裝攻擊作為回應，主要發生於監獄、市場、道路和大學等。

## 背景
以地理位置而言，厄瓜多位處哥倫比亞和秘魯兩個全球主要古柯鹼生產國之間，厄瓜多還擁有重要門戶港口瓜亞基爾，惟因當局對其監管不力，武裝組織哥倫比亞革命武裝力量－人民軍（哥革武）在2016年以前一直控制著哥倫比亞和厄瓜多之間的古柯鹼販運活動，直至2016年哥倫比亞政府和其達成停火協議，哥革武撤出古柯鹼主要產區。後來，部分持不同意見的哥革武成員另立販毒團體，但因哥倫比亞政府加強對各交通樞紐的管制，使該國的毒品販運活動有所減少，並轉移至鄰近的厄瓜多。
根據《Vox》報導，由於美國對古柯鹼的需求減少，以及哥倫比亞政府和哥革武簽署和平協議後的權力真空，阿爾巴尼亞、墨西哥和委內瑞拉犯罪組織試圖控制厄瓜多的毒品販運路線。秘魯國家警察前總司令愛德華多·佩雷斯·羅查（Eduardo Pérez Rocha）在衝突爆發後表示，由於委內瑞拉國際犯罪組織阿拉瓜火車的存在，導致厄瓜多的暴力事件和犯罪活動更加猖獗。
2018年以來，厄瓜多因成為古柯鹼的重要中繼站而面臨嚴重的暴力浪潮，多個犯罪組織爭奪毒品販運路線和監獄的控制權，數百名囚犯在監獄的鬥毆中喪生。
2019年，由於厄瓜多政府採取包括取消燃料補貼在內的緊縮政策，進而爆發大規模抗議活動，首都基多於同年10月10日被抗議者佔領，迫使時任總統利寧·莫雷諾將政府暫時遷往瓜亞基爾，並重新恢復燃料補貼平息騷亂。

## 犯罪組織首腦越獄
2024年1月7日，原先於瓜亞基爾地區監獄服刑34年的喬內羅斯首腦何塞·阿道夫·馬西亞斯·維拉馬爾越獄，當天原計畫將其轉移至最高安全級別的監獄。當局次日即報告該事件，並對兩名獄警提出指控。
越獄事件發生後，總統丹尼爾·諾波亞宣布全國進入為期60日的緊急狀態，允許當局暫時限制人民權利，並於監獄等處調動軍隊，同時於每日晚間11時至隔日凌晨5時實施宵禁。隨後，厄瓜多全國多所監獄發生暴動，並發生一系列襲擊事件，包括針對企業和汽車的爆炸攻擊，國家司法法院院長官邸附近也發生爆炸。
1月8日晚間，4名警察分別於基多和奎維多遭綁架和劫持。1月9日，因涉嫌參與刺殺國家總檢察長黛安娜·薩拉薩爾·門德斯而被捕的另一犯罪組織洛沃斯首腦，法布里西奧·科隆·皮科（Fabricio Colon Pico）也自里奧班巴的監獄越獄。
根據美國《華盛頓郵報》報導，這一系列攻擊可能係因政府近期針對毒販、犯罪組織和政治操縱者（political operator）之間一項名為「轉移」（Metastasis）的行動所引發，該調查導致至少20名高級安全官員和法官因涉嫌幫助毒品販運活動而於2023年12月被捕。

## 衝突
1月9日，厄瓜多爾犯罪組織威脅發動戰爭，促使該國總統丹尼爾·諾波亞宣布進入國内武裝衝突狀態，並授權對這些團體採取軍事行動。
同日，喬內羅斯武裝分子強行進入瓜亞基爾市國營電視臺演播室，並劫持記者作為人質。其後，厄瓜多爾警方突襲演播室，釋放人質並逮捕武裝分子。
截至11日，厄瓜多尔首都基多的商铺和摊贩已开始恢复营业。不過仍然有178人在厄瓜多尔多所监狱中被囚犯扣为人质。
1月12日晚，滨海监狱发生越狱事件，至少6名囚犯从监狱逃脱。
1月14日，厄瓜多爾監獄管理機構表示，安全部隊已解救出在監獄被挾持的全部獄警和行政人員。共178人從7間監獄被解救。政府表示，進入「國內武裝衝突」狀態以來，超過1000人被捕。

## 反應

### 國內
厄瓜多总统诺波亚將22个帮派列为恐怖组织。當局宣稱逮捕了329名恐怖分子，击毙五人，缴获了大量軍火和200多公斤的可疑物质。

### 國際
秘魯總理阿爾韋托·奧塔羅拉宣布該國與厄瓜多接壤的北部邊境地區（包括亞馬遜、卡哈馬卡、洛雷托、通貝斯和皮烏拉大區）進入緊急狀態，內政部長維克托·托雷斯·法爾孔部署國家警察以加強與厄瓜多的邊境安全。1月10日晚，秘鲁政府又决定將该国北部毗邻厄瓜多尔和哥伦比亚的一些地方的紧急状态延長至60天。
中華人民共和國駐厄瓜多大使館及所有领事馆暂停办公；美国駐厄瓜多大使館取消簽證、護照等领事预约。